# 马蹄湾 (百慕大)

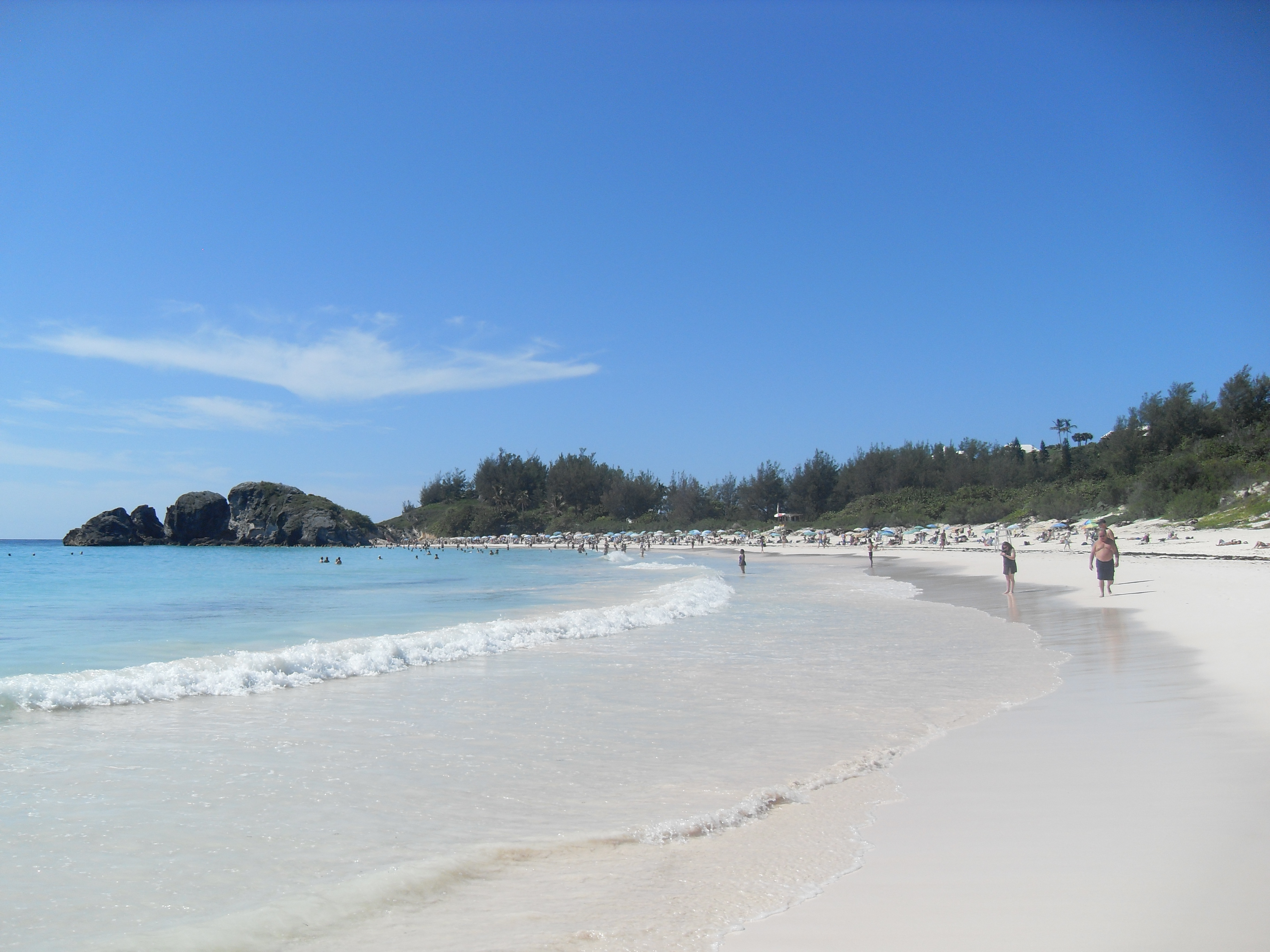
马蹄湾

马蹄湾（Horseshoe Bay）是百慕大的一個海滩。它位于百慕大主島南部大西洋海岸的南安普敦教区。百慕大共有兩個名為马蹄湾的海灘，另一个位于塔克岛。马蹄湾海滩的沙子非常细，呈白色。海滩配备了一个救生员站，在夏季上午10点至下午6点期间有人值守。此外还有一个咖啡厅。同一栋楼还提供厕所设施、淋浴和洗脚区。马蹄湾（Horseshoe Bay），百慕大最著名和最美丽的海滩之一，以其新月形的海岸线、柔软的粉色沙子和清澈的碧蓝海水而闻名。马蹄湾位于百慕大的南海岸，是一个放松和冒险的顶级目的地，吸引着来自世界各地的游客。海滩因其粉红色的沙子而闻名，这些沙子是由混合着小红色有孔虫的细砂形成的，马蹄湾的沙子非常细，呈现出白色的沙色。